# Masso erratico

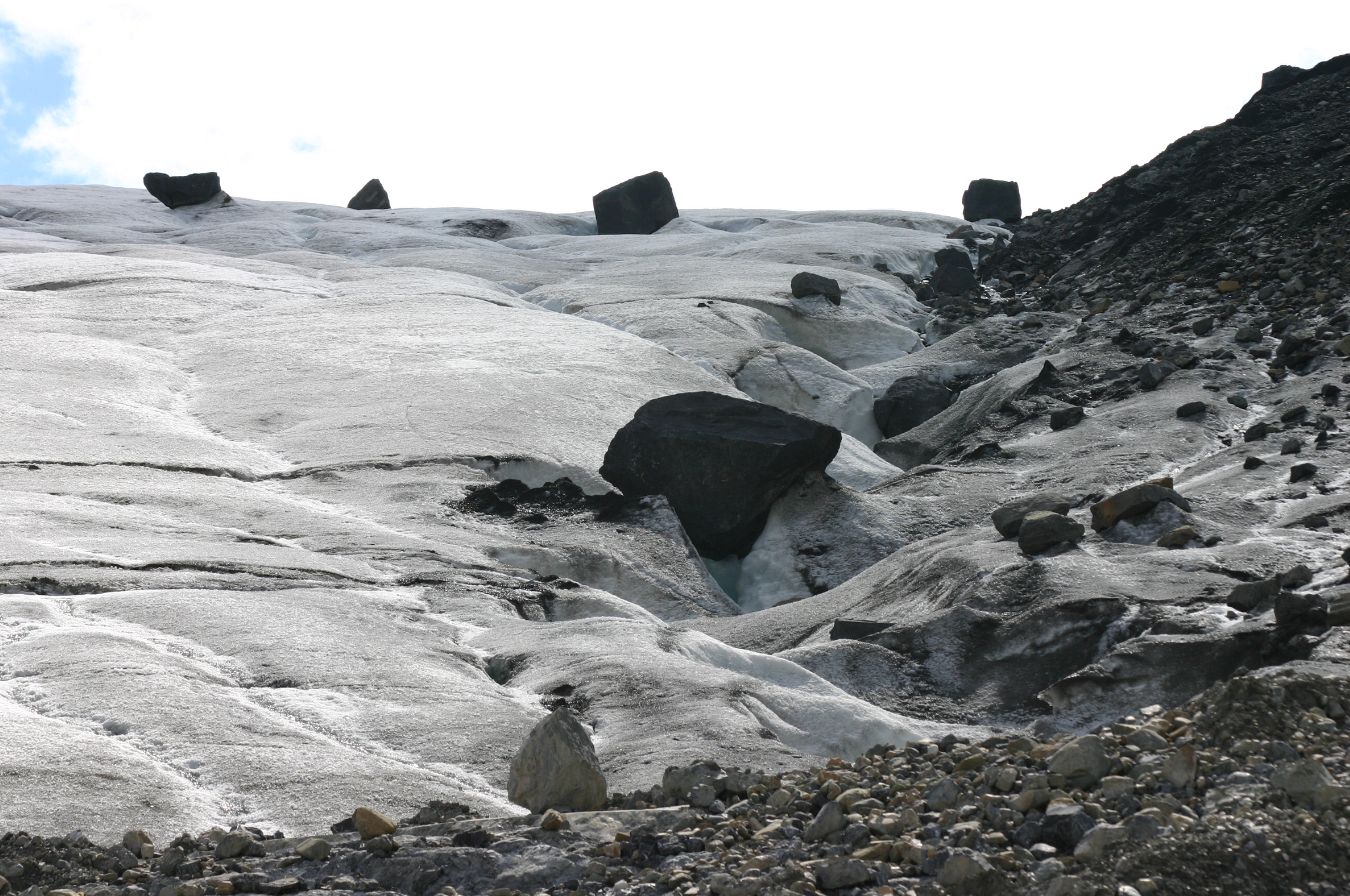
Massi depositati su di un ghiacciaio

Il masso erratico (dal latino erràre, vagare) o masso delle streghe (spesso indicato anche col nome di trovante) è un grande blocco di roccia che è stato trasportato a fondovalle da un ghiacciaio. Questi massi, talvolta di notevoli dimensioni, dopo che il ghiacciaio si è ritirato occupano un'insolita posizione in luoghi pianeggianti per cui divengono spesso campo di attività di una particolare categoria di rocciatori, i boulderisti.

## Scoperta

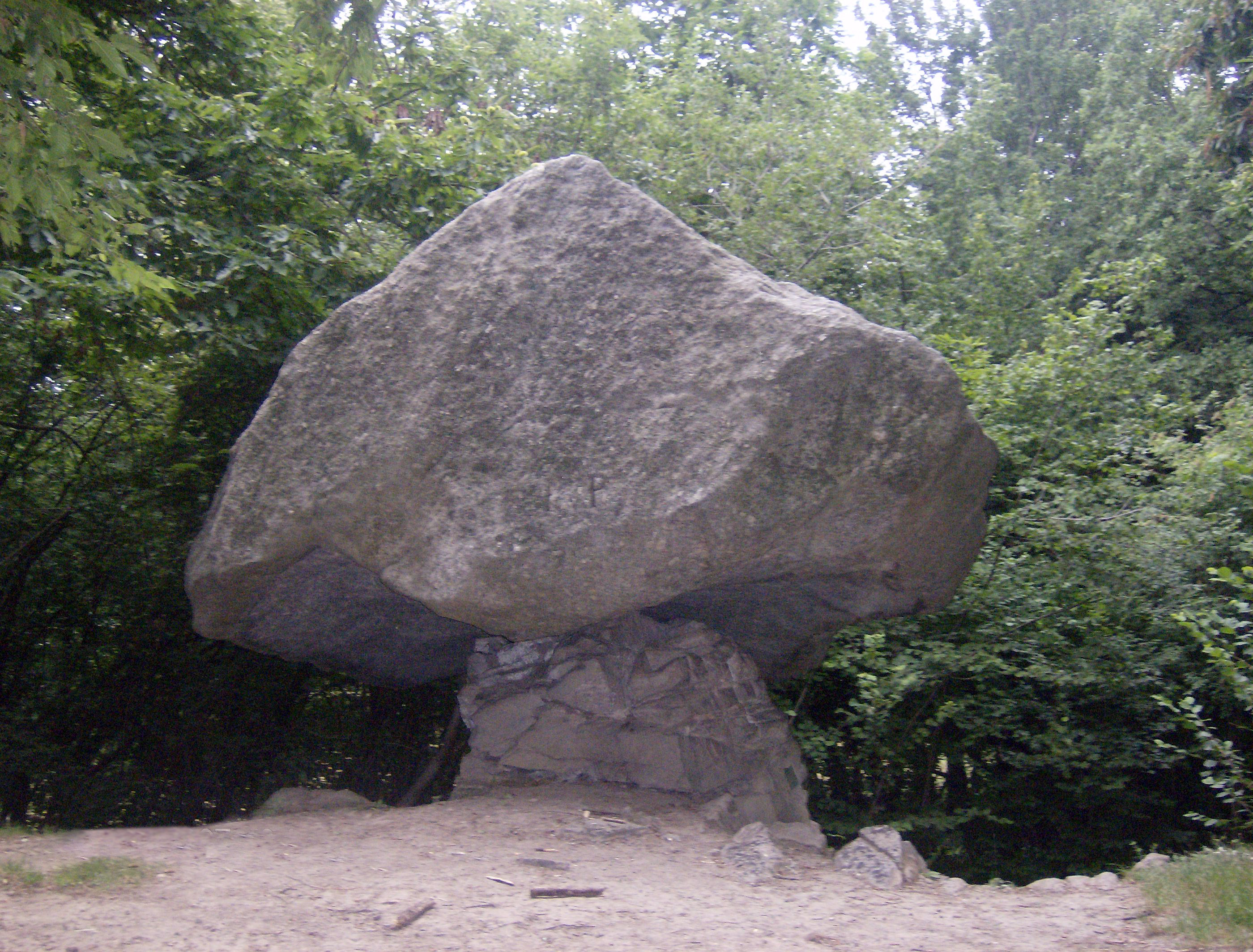
La Pietra pendula, famoso masso erratico, descritto da Antonio Stoppani, nelle prealpi lombarde

### Prime ipotesi
Nel XVIII secolo, i primi geologi che giungono nelle Alpi e sul massiccio del Giura sono attratti da questi enormi blocchi di granito posti in cima a colline o isolati in mezzo a pianure alluvionali. Li chiamarono blocchi erratici perché non ne conoscevano la provenienza. Horace-Bénédict de Saussure su questo tema affermava "Il granito non si forma in terra come i tartufi, e non cresce come i pini sulla roccia calcare".
Molte furono le teorie avanzate per giustificarne la presenza. Jean-Étienne Guettard avanzò l'ipotesi nel 1762 che i massi che si trovavano sparsi nelle pianure europee del nord erano tutto quanto restava di antichi monti erosi. Ma rapidamente se ne dimostrò l'origine alpina. Scoperta l'origine restava da scoprire che cosa li aveva trasportati così lontano dai loro luoghi di provenienza.
Nel 1778, Jean-André De Luc avanza una teoria basata su possibili esplosioni che avrebbero proiettato lontano questi massi. De Saussure non aderì ad essa, ritenendola perlomeno fantasiosa, "non vi è alcun esempio di queste esplosioni e i blocchi si dovrebbero polverizzare nel loro impatto al suolo", impatto che, tra l'altro, non lasciava evidenze sotto di essi. De Saussure constatò che i blocchi si trovavano disseminati negli assi delle vallate alpine. Si pensò allora a un possibile trasporto per fiume: le rocce sarebbero state deposte da enormi alluvioni, provocate da straripamenti di laghi o da repentine fusioni di ghiacciai dovute a vulcani o altro. Christian Leopold von Buch ne calcolò persino la forza necessaria per spostarli fin sopra il Giura. Altri supposero un'origine marina: L'innalzamento della catena alpina sarebbe stato così repentino che le acque che vi si trovavano ai piedi avrebbero trascinato via i blocchi. Altri ritenevano invece responsabile di questi spostamenti la banchisa o gli iceberg che li avrebbero deposti in antichi mari che sommergevano la regione.
Queste teorie hanno i loro vantaggi e le loro lacune, i loro difensori e i loro detrattori. Nessuna trovò larghi consensi.

### L'origine glaciale
All'epoca i ghiacciai alpini erano in piena espansione tanto da inquietare le autorità svizzere che temevano la distruzione di interi villaggi a causa del loro rapido avanzamento. Il periodo che va approssimativamente dal XIV al XIX secolo è indicato infatti come la ‘'Piccola era glaciale'’.
Nel 1821, Ignaz Venetz, ingegnere svizzero, studiò i ghiacciai per capirne il comportamento. Raccolse testimonianze sull'avanzamento degli stessi e constatò un fenomeno che prima non era stato valutato con cura: sui ghiacciai giacevano grossi blocchi di roccia e materiale più minuto mentre sui fianchi e sul fronte degli stessi si formavano cumuli di detriti, poi indicati con il nome di morene laterali e frontale. Osservò inoltre che di queste morene ne esistevano altre anche molto più a valle di dove si trovavano allora e avanzò l'ipotesi, oggi unanimemente riconosciuta valida, che il fenomeno dipendeva dagli avanzamenti e dai ritiri delle lingue di ghiaccio in epoche successive.
I massi erratici sono perciò le tracce della posizione che anticamente i ghiacciai hanno occupato.

## Terminologia

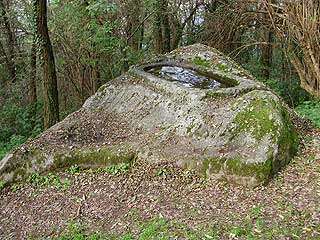
Il masso avello di Negrenza a Torno.

Soprattutto nella letteratura alpina e in scritti di naturalisti legati al Club Alpino Italiano spesso ancor oggi i massi erratici sono chiamati col termine di "trovanti".

## Masso avello
Per la loro natura curiosa i massi erratici hanno sempre suscitato una forte suggestione, tanto da venire usati già in epoche remote come luoghi di culto o direttamente di inumazione. I massi avelli sono appunto massi erratici usati come sepoltura. Sono tipici del territorio comasco, in nessun altro luogo esistono testimonianze paragonabili.

## Distribuzione deimassi erraticiin Italia
In Italia sono presenti in quantità sia lungo o a ridosso dell'arco Alpino che negli Appennini (in particolare nell'Appennino Tosco-Emiliano, nel parco del Pollino e nel comprensorio del Gran Sasso). Tra i principali si possono ricordare:

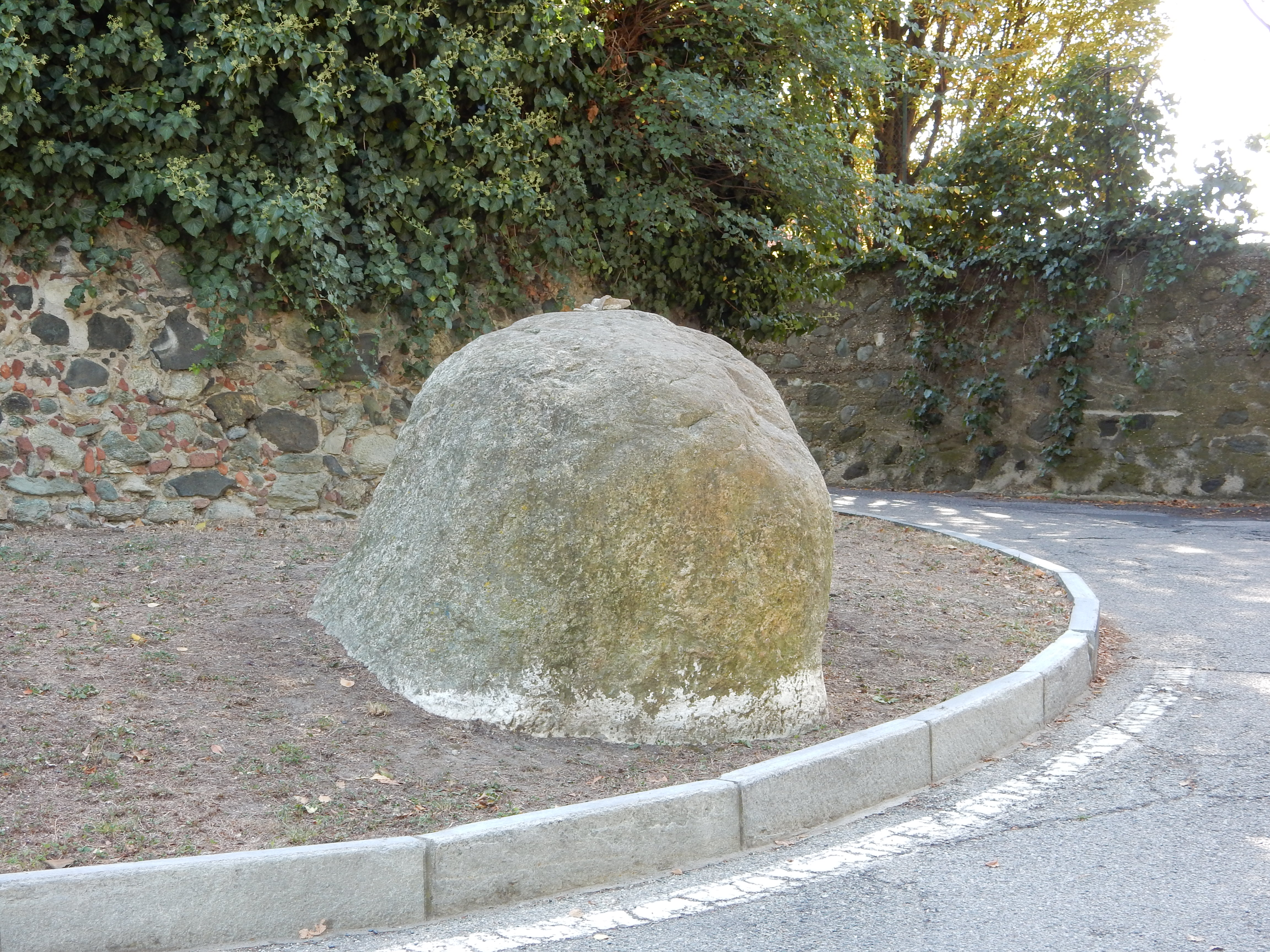
Roc di Santa Brigida a Moncalieri

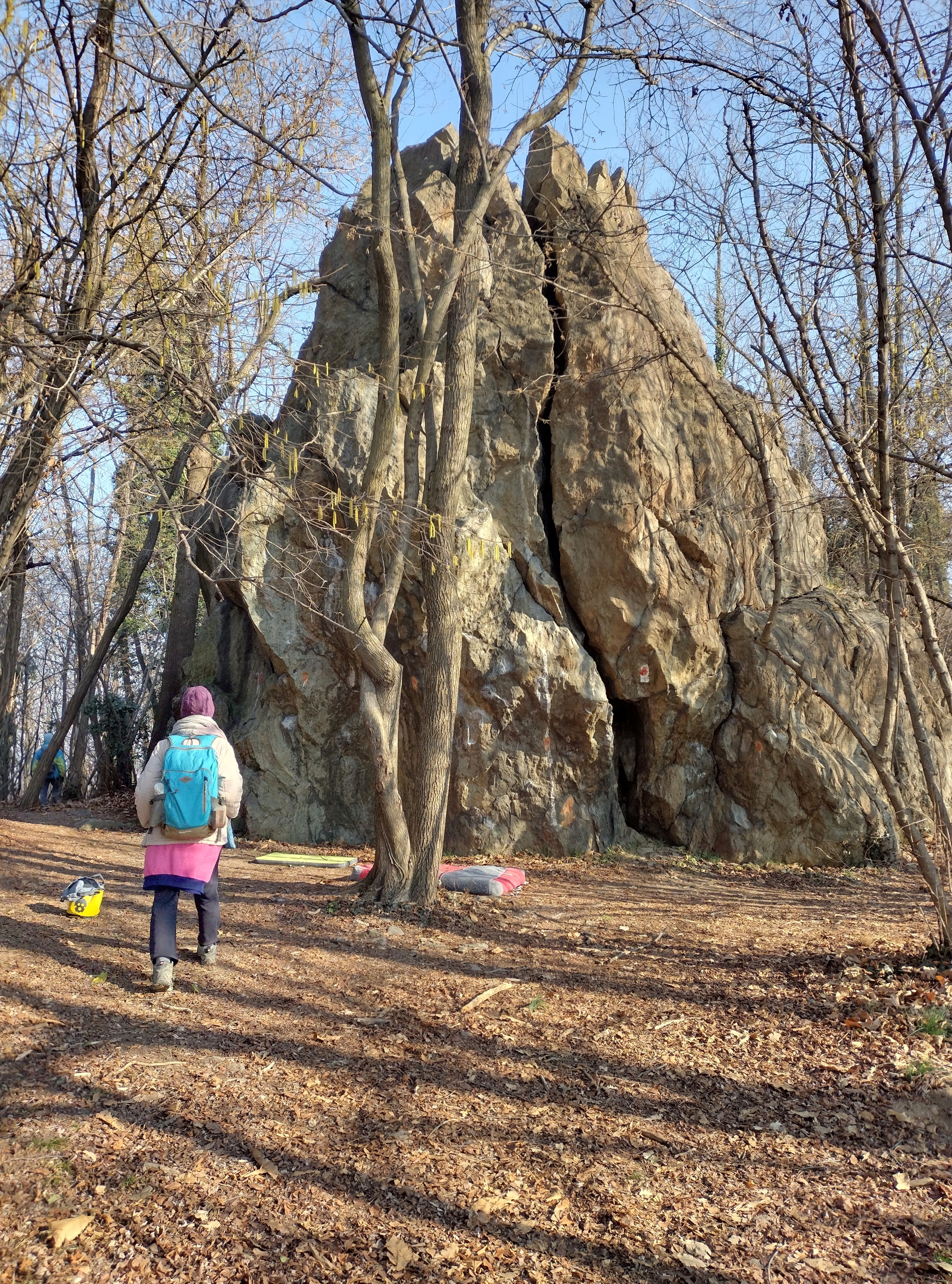
La Pera Grossa

- Moncalieri (Torino): Roc di Santa Brigida
- Rosta (Torino): masso erratico chiamato di Sant'Antonio di Ranverso, posto davanti all'omonima basilica. Situata sulla collina che costituisce la morena laterale destra dell'Anfiteatro morenico di Rivoli-Avigliana. È alto circa 2 m e fu oggetto di culto in passato. Sempre in comune di Rosta si trova la Pera Grossa, un enorme blocco di serpentinite in passato parzialmente demolito per ricavarne materiale da costruzione per il monumento al traforo del Fréjus a Torino [4]
- Trana (Torino): masso erratico chiamato Pietra di Salomone, anch'esso facente parte dell'Anfiteatro morenico di Rivoli-Avigliana
- Cuorgnè (Torino): Nella zona a Monte dell'abitato della Frazione di Salto, vi è un gran numero di massi erratici, anche di notevoli dimensioni. In particolare nella borgata della Pietra (in dialetto "dl'a Pera, o Petra) vi sono tre massi erratici  posati su un dolce declivio.  Sopra il più grande dei tre, situato più a nord  (alto circa 6m x 5 x 4 circa)  vi è stata costruita una Torre alta 13 metri, risalente a circa il XI-XII secolo. La Torre, chiamata Casaforte di Torre della Pietra era utilizzata in epoca medievale come sentinella della pianura Alto Canavese, avvertendo i borghi di Cuorgnè che a loro volta allarmavano i Castelli delle Valli Orco e Soana. La Torre grazie alla posizione sopraelevata data dal masso erratico, ha già una sua protezione naturale, e verosimilmente si ipotizza che fosse circondata da una piccola cinta muraria che le garantiva l'accesso al pozzo situato a pochi metri dal masso erratico. Oggi la Torre e i massi erratici sono di proprietà privata e la struttura è in fase di ristrutturazione ed al suo interno verrà costituito un museo
- Caselette (Torino): vari massi erratici ai piedi del monte Musinè, tra i quali particolarmente imponente è la Pietra Alta, sulla quale sono presenti alcune vie di arrampicata [5]
- Pianezza (Torino): Masso Gastaldi, intitolato al geologo Bartolomeo Gastaldi alto 26 m, staccatosi dal ghiacciaio Valsusino; sul territorio se ne trova anche uno più piccolo chiamato Roc d'le Masche (pietra delle streghe)
- Villarbasse (Torino): massi erratici di Pera Majana, trasportati da un ghiacciaio che scendeva nella Val di Susa per 90 km, con uno spessore di circa 600 metri
- Suno (Novara): la Preja da scalavè : si tratta di una monolitico serpentino dalla forma arrotondata e vagamente conica di circa 4 m di base per 5 m di altezza, depositato dalle glaciazioni dell'era Neozoica o Quaternaria
- Vallone er follett (Cogne, Valle d'Aosta): masso erratico lasciato dalla glaciazione del ghiacciaio della tribolazione
- Vollein (Quart, Valle d'Aosta): massi erratici lasciati dai ghiacciai del Monte Bianco nel susseguirsi delle ultime glaciazioni
- Borgo Ticino (Novara): Préa Guzza, Préja Guzzana o Preja d'Argoi Grande masso dalle dimensioni di 15 metri di lunghezza e 10 di larghezza, alto 4-5 metri, in serpentino verde, situato all'interno della Riserva Orientata del Bosco Solivo fu legato in passato a riti e credenze sulla fertilità
- Gattico (Novara): Sass Malò
- Sesto Calende (Varese): masso erratico Preja Buja, usato come altare sacrificale nella preistoria
- Somma Lombardo (Varese): masso erratico Sass di Biss (Sasso delle bisce, per via del suo colore verdastro), nella brughiera del Vigano, con incisioni preistoriche - protostoriche
- Ranco (Varese): masso erratico Sasso Cavalaccio o Sasso Cavallazzo, usato anch'esso come altare nella preistoria; si trova nei pressi del Parco del Golfo della Quassa adagiato sulla riva del Lago Maggiore
- Asso (Como): Sass de la Pepina, blocco di serpentinoscisto di circa 42 metri cubi in un prato privato vicino al centro paese
- Torno (Como): Pietra Pendula, blocco granitico in bilico
- Valmadrera (Lecco): Sasso di Preguda
- Valmadrera (Lecco): Sass Negher (sasso nero). Unico esempio di questo colore.
- Bellagio (Como): Sasso Lentina (conosciuta anche come Prea Lentina), a Piano Rancio nella Valle del Perlo e tutta la Comunità montana del Triangolo Lariano ne presenta diversi esempi
- Besana in Brianza (Monza e Brianza): Sasso di Guidino.
- Orino (Varese): Masso erratico sito nel Parco Campo Dei Fiori, raggiungibile dal sentiero che porta alla Rocca di Orino e/o alle Fornaci
- Gandellino (Bergamo): Masso erratico sito in località denominata Spias de Martisola, raggiungibile salendo dalla frazione Tezzi lungo il sentiero della Val Sedornia
- Provaglio d'Iseo (Brescia): Masso erratico sito sul Monte Cognolo, una delle cime che costituiscono le Prealpi Bresciane. Dai cittadini del paese, la roccia è conosciuta come "Balóta" o "Balütón"
- In Val Genova (Trento) sono presenti numerosi massi erratici di granito
- Fontanefredde (Bolzano): massi detti "Giganti"

## Curiosità
Esistono anche massi erratici sommersi: a poche decine di metri verso ovest dell'Isolino Partegora sul lago Maggiore (sass margunin o margunée).